# Montecarlo (film 1930)
Montecarlo (Monte Carlo) è un film del 1930 diretto da Ernst Lubitsch.
Una commedia musicale interpretata da Jeanette MacDonald e da Jack Buchanan e basata in parte su Monsieur Beaucaire di Booth Tarkington.
Tra le canzoni del film, anche Beyond the Blue Horizon cantata da Jeanette MacDonald.

## Trama
Il duca Otto di Seibenheim viene abbandonato sull'altare (ed è la terza volta che gli succede) dalla contessa Elena Mara che scappa in sottoveste e pelliccia prendendo al volo un treno. Al suo seguito la fedele cameriera. Con soli diecimila franchi che le sono rimasti in borsetta, la contessa decide di raggiungere Montecarlo per tentare la fortuna, convinta di poter sbancare il casino e di mantenersi in quel modo.
Abituata a vivere tra gli agi, la contessa prende praticamente tutto per sé un piano del Palace Hotel, fa assumere una schiera di domestici e di valletti e vive da gran dama. Al casino perde quasi subito tutto, giocando sconsideratamente anche le vincite.
Elena è una donna molto bella e affascinante e non ha problemi nel trovare un codazzo di ammiratori che la segue nelle sue passeggiate per i giardini della città. Anche il conte Rudolph cade vittima del suo fascino, ma non riesce a superare l'indifferenza della donna che bellamente lo ignora. Rudolph incontra per caso un giovanotto che dimostra di conoscere la contessa, sembra quasi intimamente perché vanta informazioni di carattere molto personale. Si viene a scoprire però che il giovane altri non è che il parrucchiere personale di Elena, posizione che gli permette di frequentarla anche in camera da letto e di vederla in vestaglia. Rudolph prende subito la palla al balzo: diventerà lui il parrucchiere di Elena. Sostituisce Paul, il vero parrucchiere, e si presenta alla sua bella. Anche se non si dimostra un granché come esperto di acconciature, convince tuttavia la contessa ad assumerlo dopo averle dato dimostrazione di essere un esperto in massaggi rilassanti.
Basta poco perché la contessa si renda conto che il nuovo venuto le è diventato indispensabile: va a finire che fa licenziare tutta la servitù (tranne la cameriera personale) e usufruisce di Rudolph in tutti i ruoli, da valletto ad autista. L'uomo si presta con gioia per poter essere sempre vicino alla donna di cui si è innamorato. Ma ecco che, proprio mentre Elena si rende conto che sta per essere messa alla porta dalla direzione dell'albergo per insolvenza nei pagamenti, arriva a Montecarlo il duca Otto, pronto a riprendersi la fidanzata. Elena fa buon viso a cattivo gioco, quasi convinta a ritornare sui suoi passi. Ma Rudolph la incita a riprovare la fortuna sui tavoli da gioco, accompagnata da lui che, le assicura, è sempre stato fortunato. I due escono insieme ma, al casino, incrociano Otto e, per non farsi vedere da lui, decidono di ingannare il tempo andando a cena, a passeggiare e a ballare. A notte inoltrata, Elena torna in albergo e racconta alla cameriera di aspettare il ritorno di Rudolph che ha deciso di andare poi da solo a tentare la sorte ai tavoli da gioco. L'uomo, infatti, dopo un po' ritorna con duecentomila franchi (che, in realtà, è andato a prendere in camera sua, al piano di sopra) che le spaccia come la vincita della serata. Al vedere le banconote, Elena viene travolta dalla passione e bacia con trasporto quello che crede un parrucchiere. Poi, però, si ritira in camera, chiudendosi dentro a chiave, ma lasciando intendere di ricambiare l'amore di Rudolph.
Il giorno dopo, invece, Elena si dimostra nei suoi confronti fredda e scostante, pentita di essersi lasciata andare con un dipendente. Arriva fino al punto di restituire il denaro a Rudolph che la bacia ma poi la pianta, deluso per il suo comportamento da snob.
Passano poche ore ed Elena comincia ad agitarsi, non riesce a resistere alla lontananza: comincia a telefonare a tutti i saloni di parrucchiere della città cercando uno che si chiami Rudolph. Il conte, dal barbiere, sente per caso la telefonata e allora si fa passare la contessa: questa dichiara di aver un assoluto bisogno di un acconciatore per la serata perché deve andare a teatro all'opera. Rudolph le promette che verrà in albergo. Lì, lui si presenta in veste professionale, deludendo le aspettative di Elena che, piccata, si scompiglia tutti i capelli ed esce per andare a teatro.
L'opera in programma è Monsieur Beucaire: vi si parla di un principe che si fa passare per barbiere, fa innamorare di sé una gran dama la quale, però, quando scopre che il suo corteggiatore è un semplice barbiere, lo scaccia per poi ricredersi nel conoscere la verità, ovvero che lui è un vero principe. Elena partecipa alla storia, immedesimandosi alla fine nel personaggio che vede cantare in scena. Nel palco vicino, vede anche Rudolph.
Approfittando dell'abbiocco che ha colpito Otto, che dorme sulla sua poltrona, lo lascia ancora una volta e va dall'altro. Questi finalmente le confessa di essere in verità il conte Farrière e di aver fatto il parrucchiere solo per amor suo. Elena crede, ora, che il suo atteggiamento di spregio la porterà a seguire la sorte della dama dell'opera, rifiutata dal principe/Beaucaire, ma Rudolph dice che preferisce l'happy ending: così i due, su un treno che li porta via da Montecarlo, partono insieme, cantando felici.

## Produzione
Il film fu prodotto da Ernst Lubitsch per la Paramount (con il nome Paramount Publix Corporation).

## Distribuzione
Distribuito dalla Paramount Pictures, il film uscì nelle sale cinematografiche statunitensi il 27 agosto 1930.